# Pylaisia pseudoplatygyrium
Pylaisia pseudoplatygyrium là một loài Rêu trong họ Hypnaceae. Loài này được Kindb. mô tả khoa học đầu tiên năm 1892.